# Volleyball World Beach Pro Tour 2022
De Volleyball World Beach Pro Tour 2022 vond plaats van maart 2022 tot en met januari 2023. De eerste editie van de internationale beachvolleybalcompetitie omvatte in totaal 46 toernooien waarvan negen Elite16-toernooien, tien Challenge-toernooien, 26 Future-toernooien en een seizoensfinale. Daarnaast vonden de wereldkampioenschappen dit jaar plaats. Van de 26 Future-toernooien waren er vijf enkel voor mannen en twee enkel voor vrouwen.

## Kalender
| Plaats              | Categorie | Geslacht | Datum                         |
| ------------------- | --------- | -------- | ----------------------------- |
| Tlaxcala            | Challenge | beide    | 16 – 20 maart 2022            |
| Rosarito            | Elite16   | beide    | 23 – 27 maart 2022            |
| Coolangatta         | Future    | beide    | 30 maart – 3 april 2022       |
| Itapema             | Challenge | beide    | 14 – 17 april 2022            |
| Songkhla            | Future    | beide    | 14 – 17 april 2022            |
| Doha                | Challenge | beide    | 5 – 8 mei 2022                |
| Madrid              | Future    | mannen   | 12 – 15 mei 2022              |
| Madrid              | Future    | vrouwen  | 19 – 22 mei 2022              |
| Kuşadası            | Challenge | beide    | 19 – 22 mei 2022              |
| Rhodos              | Future    | mannen   | 20 – 22 mei 2022              |
| Ostrava             | Elite16   | beide    | 25 – 29 mei 2022              |
| Cervia              | Future    | beide    | 26 – 29 mei 2022              |
| Jūrmala             | Elite16   | beide    | 1 – 5 juni 2022               |
| Klaipėda            | Future    | beide    | 2 – 5 juni 2022               |
| Rome                | WK        | beide    | 10 – 19 juni 2022             |
| Balikesir           | Future    | beide    | 16 – 19 juni 2022             |
| Białystok           | Future    | beide    | 23 – 26 juni 2022             |
| Ios                 | Future    | beide    | 29 juni – 2 juli 2022         |
| Giardini-Naxos      | Future    | beide    | 30 juni – 3 juli 2022         |
| Gstaad              | Elite16   | beide    | 6 – 10 juli 2022              |
| Lecce               | Future    | beide    | 7 – 10 juli 2022              |
| Espinho             | Challenge | beide    | 14 – 17 juli 2022             |
| Daegu               | Future    | vrouwen  | 14 – 17 juli 2022             |
| Cirò Marina         | Future    | beide    | 14 – 17 juli 2022             |
| Agadir              | Challenge | beide    | 21 – 24 juli 2022             |
| Warschau            | Future    | beide    | 21 – 24 juli 2022             |
| Leuven              | Future    | beide    | 21 – 24 juli 2022             |
| Ljubljana           | Future    | beide    | 28 – 31 juli 2022             |
| Mysłowice           | Future    | beide    | 28 – 31 juli 2022             |
| Hamburg             | Elite16   | beide    | 10 – 14 augustus 2022         |
| Boedapest           | Future    | beide    | 11 – 14 augustus 2022         |
| Cortegaça           | Future    | beide    | 11 – 14 augustus 2022         |
| Baden               | Future    | beide    | 24 – 28 augustus 2022         |
| Montpellier         | Future    | mannen   | 24 – 28 augustus 2022         |
| Warschau            | Future    | mannen   | 1 – 4 september 2022          |
| Parijs              | Elite16   | beide    | 28 september – 2 oktober 2022 |
| Nalaguraidhoo       | Challenge | beide    | 13 – 16 oktober 2022          |
| Dubai               | Challenge | beide    | 22 – 25 oktober 2022          |
| Dubai               | Challenge | beide    | 27 – 30 oktober 2022          |
| Sohar               | Future    | mannen   | 1 – 3 november 2022           |
| Kaapstad            | Elite16   | beide    | 2 – 6 november 2022           |
| Uberlandia          | Elite16   | beide    | 9 – 13 november 2022          |
| Caïro (geannuleerd) | Challenge | beide    | 17 – 20 november 2022         |
| Torquay             | Challenge | beide    | 23 – 27 november 2022         |
| Torquay             | Elite16   | beide    | 29 november – 3 december 2022 |
| Subic               | Future    | beide    | 9 – 11 december 2022          |
| Den Haag            | Future    | beide    | 28 – 31 december 2022         |
| Doha                | Finals    | beide    | 26 – 29 januari 2023          |

## Resultaten

### Tlaxcala Challenge
Van 16 tot en met 20 maart 2022
| Mannen | Mannen                               | Mannen |
| Rang   | Team                                 |        |
| ------ | ------------------------------------ | ------ |
| 1      | Michał Bryl / Bartosz Łosiak         |        |
| 2      | Noé Aravena / Vicente Droguett       |        |
| 3      | Jānis Šmēdiņš / Aleksandrs Samoilovs |        |
| 4      | Renato Lima / Vitor Felipe           |        |
| 5      | Christopher McHugh / Paul Burnett    |        |
| 5      | Daniele Lupo / Alex Ranghieri        |        |
| 5      | Alexander Brouwer / Robert Meeuwsen  |        |
| 5      | David Åhman / Jonatan Hellvig        |        |

| Vrouwen | Vrouwen                                 | Vrouwen |
| Rang    | Team                                    |         |
| ------- | --------------------------------------- | ------- |
| 1       | Bárbara Seixas / Carol Solberg          |         |
| 2       | Katja Stam / Raïsa Schoon               |         |
| 3       | Elize Maia / Thamela Coradello          |         |
| 4       | Taiana Lima / Hegeile Almeida           |         |
| 5       | Andressa Cavalcanti / Vitória Rodrigues |         |
| 5       | María Belén Carro / Ángela Lobato       |         |
| 5       | Esmée Böbner / Zoé Vergé-Dépré          |         |
| 5       | Emily Day / April Ross                  |         |

### Elite16 Rosarito
Van 23 tot en met 27 maart 2022
| Mannen | Mannen                              | Mannen |
| Rang   | Team                                |        |
| ------ | ----------------------------------- | ------ |
| 1      | Cherif Younousse / Ahmed Tijan      |        |
| 2      | Alexander Brouwer / Robert Meeuwsen |        |
| 3      | Anders Mol / Christian Sørum        |        |
| 4      | Michał Bryl / Bartosz Łosiak        |        |
| 5      | Alison Cerutti / Guto Carvalhaes    |        |
| 5      | André Loyola / George Wanderley     |        |
| 5      | Ondřej Perušič / David Schweiner    |        |
| 5      | Enrico Rossi / Adrian Carambula     |        |

| Vrouwen | Vrouwen                               | Vrouwen |
| Rang    | Team                                  |         |
| ------- | ------------------------------------- | ------- |
| 1       | Katja Stam / Raïsa Schoon             |         |
| 2       | Tina Graudina / Anastasija Kravčenoka |         |
| 3       | Talita Antunes / Rebecca Silva        |         |
| 4       | Betsi Flint / Kelly Cheng             |         |
| 5       | Duda Lisboa / Ana Patrícia Ramos      |         |
| 5       | Sarah Pavan / Melissa Humana-Paredes  |         |
| 5       | Emily Day / April Ross                |         |
| 5       | Sara Hughes / Kelley Kolinske         |         |

### Itapema Challenge
Van 14 tot en met 17 april 2022
| Mannen | Mannen                             | Mannen |
| Rang   | Team                               |        |
| ------ | ---------------------------------- | ------ |
| 1      | André Loyola / George Wanderley    |        |
| 2      | Ondřej Perušič / David Schweiner   |        |
| 3      | Leon Luini / Ruben Penninga        |        |
| 4      | Kusti Nõlvak / Mart Tiisaar        |        |
| 5      | Martin Ermacora / Moritz Pristauz  |        |
| 5      | Youssef Krou / Arnaud Gauthier-Rat |        |
| 5      | Paolo Nicolai / Samuele Cottafava  |        |
| 5      | Theodore Brunner / Chaim Schalk    |        |

| Vrouwen | Vrouwen                                 | Vrouwen |
| Rang    | Team                                    |         |
| ------- | --------------------------------------- | ------- |
| 1       | Sara Hughes / Kelley Kolinske           |         |
| 2       | Katja Stam / Raïsa Schoon               |         |
| 3       | Andressa Cavalcanti / Vitória Rodrigues |         |
| 4       | Karla Borger / Julia Sude               |         |
| 5       | Bárbara Seixas / Carol Solberg          |         |
| 5       | Taiana Lima / Hegeile Almeida           |         |
| 5       | Sophie Bukovec / Brandie Wilkerson      |         |
| 5       | Sandra Ittlinger / Isabel Schneider     |         |

### Doha Challenge
Van 5 tot en met 8 mei 2022
| Mannen | Mannen                            | Mannen |
| Rang   | Team                              |        |
| ------ | --------------------------------- | ------ |
| 1      | Michał Bryl / Bartosz Łosiak      |        |
| 2      | Paolo Nicolai / Samuele Cottafava |        |
| 3      | Martin Ermacora / Moritz Pristauz |        |
| 4      | Stefan Boermans / Yorick de Groot |        |
| 5      | Christopher McHugh / Paul Burnett |        |
| 5      | Robin Seidl / Philipp Waller      |        |
| 5      | Esteban Grimalt / Marco Grimalt   |        |
| 5      | Clemens Wickler / Nils Ehlers     |        |

| Vrouwen | Vrouwen                            | Vrouwen |
| Rang    | Team                               |         |
| ------- | ---------------------------------- | ------- |
| 1       | Bárbara Seixas / Carol Solberg     |         |
| 2       | Chantal Laboureur / Sarah Schulz   |         |
| 3       | Nina Brunner / Tanja Hüberli       |         |
| 4       | Mariafe Artacho / Taliqua Clancy   |         |
| 5       | Megan NcNamara / Nicole McNamara   |         |
| 5       | Svenja Müller / Cinja Tillmann     |         |
| 5       | Katja Stam / Raïsa Schoon          |         |
| 5       | Joana Heidrich / Anouk Vergé-Dépré |         |

### Kuşadası Challenge
Van 19 tot en met 22 mei 2022
| Mannen | Mannen                            | Mannen |
| Rang   | Team                              |        |
| ------ | --------------------------------- | ------ |
| 1      | David Åhman / Jonatan Hellvig     |        |
| 2      | Christopher McHugh / Paul Burnett |        |
| 3      | Clemens Wickler / Nils Ehlers     |        |
| 4      | Enrico Rossi / Adrian Carambula   |        |
| 5      | Evandro Gonçalves / Álvaro Filho  |        |
| 5      | Esteban Grimalt / Marco Grimalt   |        |
| 5      | Mathias Berntsen / Hendrik Mol    |        |
| 5      | Piotr Kantor / Maciej Rudol       |        |

| Vrouwen | Vrouwen                                   | Vrouwen |
| Rang    | Team                                      |         |
| ------- | ----------------------------------------- | ------- |
| 1       | Taryn Kloth / Kristen Nuss                |         |
| 2       | Mariafe Artacho / Taliqua Clancy          |         |
| 3       | Terese Cannon / Sarah Sponcil             |         |
| 4       | Sandra Ittlinger / Isabel Schneider       |         |
| 5       | Barbora Hermannová / Marie-Sára Štochlová |         |
| 5       | Karla Borger / Julia Sude                 |         |
| 5       | Svenja Müller / Cinja Tillmann            |         |
| 5       | Emily Stockman / Megan Kraft              |         |

### Elite16 Ostrava
Van 25 tot en met 29 mei 2022
| Mannen | Mannen                              | Mannen |
| Rang   | Team                                |        |
| ------ | ----------------------------------- | ------ |
| 1      | Anders Mol / Christian Sørum        |        |
| 2      | Ondřej Perušič / David Schweiner    |        |
| 3      | Alexander Brouwer / Robert Meeuwsen |        |
| 4      | Pablo Herrera / Adrián Gavira       |        |
| 5      | Alison Cerutti / Guto Carvalhaes    |        |
| 5      | André Loyola / George Wanderley     |        |
| 5      | Michał Bryl / Bartosz Łosiak        |        |
| 5      | Cherif Younousse / Ahmed Tijan      |        |

| Vrouwen | Vrouwen                               | Vrouwen |
| Rang    | Team                                  |         |
| ------- | ------------------------------------- | ------- |
| 1       | Svenja Müller / Cinja Tillmann        |         |
| 2       | Talita Antunes / Rebecca Silva        |         |
| 3       | Nina Brunner / Tanja Hüberli          |         |
| 4       | Joana Heidrich / Anouk Vergé-Dépré    |         |
| 5       | Mariafe Artacho / Taliqua Clancy      |         |
| 5       | Bárbara Seixas / Carol Solberg        |         |
| 5       | Tina Graudina / Anastasija Kravčenoka |         |
| 5       | Katja Stam / Raïsa Schoon             |         |

### Elite16 Jūrmala
Van 1 tot en met 5 juni 2022
| Mannen | Mannen                                      | Mannen |
| Rang   | Team                                        |        |
| ------ | ------------------------------------------- | ------ |
| 1      | Paolo Nicolai / Samuele Cottafava           |        |
| 2      | Cherif Younousse / Ahmed Tijan              |        |
| 3      | André Loyola / George Wanderley             |        |
| 4      | Kusti Nõlvak / Mart Tiisaar                 |        |
| 5      | Alison Cerutti / Guto Carvalhaes            |        |
| 5      | Clemens Wickler / Nils Ehlers               |        |
| 5      | Christiaan Varenhorst / Steven van de Velde |        |
| 5      | Theodore Brunner / Chaim Schalk             |        |

| Vrouwen | Vrouwen                              | Vrouwen |
| Rang    | Team                                 |         |
| ------- | ------------------------------------ | ------- |
| 1       | Sarah Pavan / Melissa Humana-Paredes |         |
| 2       | Bárbara Seixas / Carol Solberg       |         |
| 3       | Duda Lisboa / Ana Patrícia Ramos     |         |
| 4       | Sara Hughes / Kelley Kolinkse        |         |
| 5       | Talita Antunes / Rebecca Silva       |         |
| 5       | Katja Stam / Raïsa Schoon            |         |
| 5       | Joana Heidrich / Anouk Vergé-Dépré   |         |
| 5       | Taryn Kloth / Kristen Nuss           |         |

### Wereldkampioenschappen Rome
Van 10 tot en met 19 juni 2022
| Mannen | Mannen                              | Mannen |
| Rang   | Team                                |        |
| ------ | ----------------------------------- | ------ |
| 1      | Anders Mol / Christian Sørum        |        |
| 2      | Renato Lima / Vitor Felipe          |        |
| 3      | André Loyola / George Wanderley     |        |
| 4      | Theodore Brunner / Chaim Schalk     |        |
| 5      | Alison Cerutti / Guto Carvalhaes    |        |
| 5      | Bruno Schmidt / Saymon Barbosa      |        |
| 5      | Kusti Nõlvak / Mart Tiisaar         |        |
| 5      | Alexander Brouwer / Robert Meeuwsen |        |

| Vrouwen | Vrouwen                              | Vrouwen |
| Rang    | Team                                 |         |
| ------- | ------------------------------------ | ------- |
| 1       | Duda Lisboa / Ana Patrícia Ramos     |         |
| 2       | Sophie Bukovec / Brandie Wilkerson   |         |
| 3       | Svenja Müller / Cinja Tillmann       |         |
| 4       | Joana Heidrich / Anouk Vergé-Dépré   |         |
| 5       | Mariafe Artacho / Taliqua Clancy     |         |
| 5       | Marta Menegatti / Valentina Gottardi |         |
| 5       | Sara Hughes / Kelley Kolinkse        |         |
| 5       | Sarah Pavan / Melissa Humana-Paredes |         |

### Elite16 Gstaad
Van 6 tot en met 10 juli 2022
| Mannen | Mannen                                      | Mannen |
| Rang   | Team                                        |        |
| ------ | ------------------------------------------- | ------ |
| 1      | Esteban Grimalt / Marco Grimalt             |        |
| 2      | Ondřej Perušič / David Schweiner            |        |
| 3      | Christiaan Varenhorst / Steven van de Velde |        |
| 4      | Bruno Schmidt / Saymon Barbosa              |        |
| 5      | Marco Krattiger / Florian Breer             |        |
| 5      | Julian Hörl / Alexander Horst               |        |
| 5      | Renato Lima / Vitor Felipe                  |        |
| 5      | Robin Sowa / Lukas Pfretzschner             |        |

| Vrouwen | Vrouwen                               | Vrouwen |
| Rang    | Team                                  |         |
| ------- | ------------------------------------- | ------- |
| 1       | Duda Lisboa / Ana Patrícia Ramos      |         |
| 2       | Bárbara Seixas / Carol Solberg        |         |
| 3       | Mariafe Artacho / Taliqua Clancy      |         |
| 4       | Tina Graudina / Anastasija Kravčenoka |         |
| 5       | Karla Borger / Julia Sude             |         |
| 5       | Sophie Bukovec / Brandie Wilkerson    |         |
| 5       | Sarah Pavan / Melissa Humana-Paredes  |         |
| 5       | Taryn Kloth / Kristen Nuss            |         |

### Espinho Challenge
Van 14 tot en met 17 juli 2022
| Mannen | Mannen                                      | Mannen |
| Rang   | Team                                        |        |
| ------ | ------------------------------------------- | ------ |
| 1      | Michał Bryl / Bartosz Łosiak                |        |
| 2      | Martin Ermacora / Moritz Pristauz           |        |
| 3      | Jānis Šmēdiņš / Aleksandrs Samoilovs        |        |
| 4      | Piotr Kantor / Maciej Rudol                 |        |
| 5      | Serhij Popov / Edoeard Reznik               |        |
| 5      | Marco Krattiger / Florian Breer             |        |
| 5      | Christiaan Varenhorst / Steven van de Velde |        |
| 5      | Enrico Rossi / Adrian Carambula             |        |

| Vrouwen | Vrouwen                                 | Vrouwen |
| Rang    | Team                                    |         |
| ------- | --------------------------------------- | ------- |
| 1       | Mariafe Artacho / Taliqua Clancy        |         |
| 2       | Corinne Quiggle / Sarah Schermerhorn    |         |
| 3       | Andressa Cavalcanti / Vitória Rodrigues |         |
| 4       | Sofía González / Paula Soria            |         |
| 5       | Taiana Lima / Hegeile Almeida           |         |
| 5       | Lézana Placette / Alexia Richard        |         |
| 5       | Emily Day / Savannah Simo               |         |
| 5       | Sandra Ittlinger / Isabel Schneider     |         |

### Agadir Challenge
Van 21 tot en met 24 juli 2022
| Mannen | Mannen                            | Mannen |
| Rang   | Team                              |        |
| ------ | --------------------------------- | ------ |
| 1      | Matthew Immers / Stefan Boermans  |        |
| 2      | Mathias Berntsen / Hendrik Mol    |        |
| 3      | Marco Krattiger / Florian Breer   |        |
| 4      | Christopher McHugh / Paul Burnett |        |
| 5      | Enrico Rossi / Adrian Carambula   |        |
| 5      | Juan Virgen / Miguel Sarabia      |        |
| 5      | Leon Luini / Ruben Penninga       |        |
| 5      | Hasan Mermer / Safa Urlu          |        |

| Vrouwen | Vrouwen                                   | Vrouwen |
| Rang    | Team                                      |         |
| ------- | ----------------------------------------- | ------- |
| 1       | Mexime van Driel / Emma Piersma           |         |
| 2       | Barbora Hermannová / Marie-Sára Štochlová |         |
| 3       | Marta Menegatti / Valentina Gottardi      |         |
| 4       | Megan McNamara / Nicole McNamara          |         |
| 5       | Ana Gallay / Fernanda Pereyra             |         |
| 5       | María Belén Carro / Ángela Lobato         |         |
| 5       | Sandra Ittlinger / Isabel Schneider       |         |
| 5       | Esmée Böbner / Zoé Vergé-Dépré            |         |

### Elite16 Hamburg
Van 10 tot en met 14 augustus 2022
| Mannen | Mannen                              | Mannen |
| Rang   | Team                                |        |
| ------ | ----------------------------------- | ------ |
| 1      | Michał Bryl / Bartosz Łosiak        |        |
| 2      | Alexander Brouwer / Robert Meeuwsen |        |
| 3      | Clemens Wickler / Nils Ehlers       |        |
| 4      | Matthew Immers / Stefan Boermans    |        |
| 5      | Ondřej Perušič / David Schweiner    |        |
| 5      | Pablo Herrera / Adrián Gavira       |        |
| 5      | Paolo Nicolai / Samuele Cottafava   |        |
| 5      | Leon Luini / Ruben Penninga         |        |

| Vrouwen | Vrouwen                             | Vrouwen |
| Rang    | Team                                |         |
| ------- | ----------------------------------- | ------- |
| 1       | Betsi Flint / Kelly Cheng           |         |
| 2       | Nina Brunner / Tanja Hüberli        |         |
| 3       | Karla Borger / Julia Sude           |         |
| 4       | Bárbara Seixas / Carol Solberg      |         |
| 5       | Sophie Bukovec / Brandie Wilkerson  |         |
| 5       | Daniela Álvarez / Tania Moreno      |         |
| 5       | Sandra Ittlinger / Isabel Schneider |         |
| 5       | Katja Stam / Raïsa Schoon           |         |

### Elite16 Parijs
Van 28 september tot en met 2 oktober 2022
| Mannen | Mannen                              | Mannen |
| Rang   | Team                                |        |
| ------ | ----------------------------------- | ------ |
| 1      | Anders Mol / Christian Sørum        |        |
| 2      | Alexander Brouwer / Robert Meeuwsen |        |
| 3      | Paolo Nicolai / Samuele Cottafava   |        |
| 4      | Esteban Grimalt / Marco Grimalt     |        |
| 5      | Pablo Herrera / Adrián Gavira       |        |
| 5      | Matthew Immers / Stefan Boermans    |        |
| 5      | Michał Bryl / Bartosz Łosiak        |        |
| 5      | Cherif Younousse / Ahmed Tijan      |        |

| Vrouwen | Vrouwen                               | Vrouwen |
| Rang    | Team                                  |         |
| ------- | ------------------------------------- | ------- |
| 1       | Katja Stam / Raïsa Schoon             |         |
| 2       | Tina Graudina / Anastasija Kravčenoka |         |
| 3       | Duda Lisboa / Ana Patrícia Ramos      |         |
| 4       | Betsi Flint / Kelly Cheng             |         |
| 5       | Bárbara Seixas / Carol Solberg        |         |
| 5       | Esmée Böbner / Zoé Vergé-Dépré        |         |
| 5       | Nina Brunner / Tanja Hüberli          |         |
| 5       | Taryn Kloth / Kristen Nuss            |         |

### Nalaguraidhoo Challenge
Van 13 tot en met 16 oktober 2022
| Mannen | Mannen                               | Mannen |
| Rang   | Team                                 |        |
| ------ | ------------------------------------ | ------ |
| 1      | Cherif Younousse / Ahmed Tijan       |        |
| 2      | Troy Field / Chase Budinger          |        |
| 3      | David Åhman / Jonatan Hellvig        |        |
| 4      | Serhij Popov / Edoeard Reznik        |        |
| 5      | Evandro Gonçalves / Vinícius Freitas |        |
| 5      | Jakub Sepka / Tomas Semerad          |        |
| 5      | Alex Ranghieri / Marco Viscovich     |        |
| 5      | Miles Partain / Andrew Benesh        |        |

| Vrouwen | Vrouwen                                      | Vrouwen |
| Rang    | Team                                         |         |
| ------- | -------------------------------------------- | ------- |
| 1       | Taru Lahti / Niina Ahtiainen                 |         |
| 2       | Katharina Schützenhöfer / Lena Plesiutschnig |         |
| 3       | Anniina Parkkinen / Sara Sinisalo            |         |
| 4       | Emily Stockman / Megan Kraft                 |         |
| 5       | Akiko Hasegawa / Yurika Sakaguchi            |         |
| 5       | Jagoda Gruszczyńska / Aleksandra Wachowicz   |         |
| 5       | Worapeerachayakorn / Naraphornrapat          |         |
| 5       | Corinne Quiggle / Sarah Schermerhorn         |         |

### Dubai Challenge (1)
Van 22 tot en met 25 oktober 2022
| Mannen | Mannen                           | Mannen |
| Rang   | Team                             |        |
| ------ | -------------------------------- | ------ |
| 1      | Miles Partain / Andrew Benesh    |        |
| 2      | Serhij Popov / Edoeard Reznik    |        |
| 3      | Pedro Solberg / Arthur Lanci     |        |
| 4      | Logan Webber / Evan Cory         |        |
| 5      | Zachery Schubert / Thomas Hodges |        |
| 5      | Calvin Aye / Quincy Aye          |        |
| 5      | Alex Ranghieri / Marco Viscovich |        |
| 5      | Taylor Crabb / Paul Lotman       |        |

| Vrouwen | Vrouwen                                   | Vrouwen |
| Rang    | Team                                      |         |
| ------- | ----------------------------------------- | ------- |
| 1       | Barbora Hermannová / Marie-Sára Štochlová |         |
| 2       | Xia Xinyi / Lin Meimei                    |         |
| 3       | Katie Horton / Julia Scoles               |         |
| 4       | Worapeerachayakorn / Naraphornrapat       |         |
| 5       | Isabel Schneider / Julia Sude             |         |
| 5       | Miki Ishii / Sayaka Mizoe                 |         |
| 5       | Xolani Hodel / Hailey Harward             |         |
| 5       | Savannah Simo / Jessica Gaffney           |         |

### Dubai Challenge (2)
Van 27 tot en met 30 oktober 2022
| Mannen | Mannen                                | Mannen |
| Rang   | Team                                  |        |
| ------ | ------------------------------------- | ------ |
| 1      | David Åhman / Jonatan Hellvig         |        |
| 2      | Tomas Capogrosso / Nicolás Capogrosso |        |
| 3      | Taylor Crabb / Paul Lotman            |        |
| 4      | Adrian Heidrich / Leo Dillier         |        |
| 5      | Zachery Schubert / Thomas Hodges      |        |
| 5      | Pedro Solberg / Arthur Lanci          |        |
| 5      | Enrico Rossi / Adrian Carambula       |        |
| 5      | Alex Ranghieri / Marco Viscovich      |        |

| Vrouwen | Vrouwen                                  | Vrouwen |
| Rang    | Team                                     |         |
| ------- | ---------------------------------------- | ------- |
| 1       | Isabel Schneider / Julia Sude            |         |
| 2       | Molly Turner / Madelyne Anderson         |         |
| 3       | Worapeerachayakorn / Naraphornrapat      |         |
| 4       | Katie Horton / Julia Scoles              |         |
| 5       | Zeng Jinjin / Wang Xinxin                |         |
| 5       | Anna-Lena Grüne / Sarah Schulz           |         |
| 5       | Leonie Körtzinger / Lea Sophie Kunst     |         |
| 5       | Sunniva Helland-Hansen / Emilie Olimstad |         |

### Elite16 Kaapstad
Van 2 tot en met 6 november 2022
| Mannen | Mannen                              | Mannen |
| Rang   | Team                                |        |
| ------ | ----------------------------------- | ------ |
| 1      | Anders Mol / Christian Sørum        |        |
| 2      | David Åhman / Jonatan Hellvig       |        |
| 3      | Cherif Younousse / Ahmed Tijan      |        |
| 4      | Robin Seidl / Philipp Waller        |        |
| 5      | Martin Ermacora / Moritz Pristauz   |        |
| 5      | Arthur Canet / Téo Rotar            |        |
| 5      | Paolo Nicolai / Samuele Cottafava   |        |
| 5      | Alexander Brouwer / Robert Meeuwsen |        |

| Vrouwen | Vrouwen                            | Vrouwen |
| Rang    | Team                               |         |
| ------- | ---------------------------------- | ------- |
| 1       | Talita Antunes / Thamela Coradello |         |
| 2       | Terese Cannon / Sarah Sponcil      |         |
| 3       | Duda Lisboa / Ana Patrícia Ramos   |         |
| 4       | Lézana Placette / Alexia Richard   |         |
| 5       | Miki Ishii / Sayaka Mizoe          |         |
| 5       | Tjaša Kotnik / Tajda Lovsin        |         |
| 5       | Taryn Kloth / Kristen Nuss         |         |
| 5       | Emily Stockman / Megan Kraft       |         |

### Elite16 Uberlândia
Van 9 tot en met 13 november 2022
| Mannen | Mannen                               | Mannen |
| Rang   | Team                                 |        |
| ------ | ------------------------------------ | ------ |
| 1      | André Loyola / George Wanderley      |        |
| 2      | Pedro Solberg / Arthur Lanci         |        |
| 3      | Anders Mol / Christian Sørum         |        |
| 4      | Renato Lima / Vitor Felipe           |        |
| 5      | Julian Hörl / Alexander Horst        |        |
| 5      | Robin Seidl / Philipp Waller         |        |
| 5      | Evandro Gonçalves / Vinícius Freitas |        |
| 5      | Mathias Berntsen / Hendrik Mol       |        |

| Vrouwen | Vrouwen                                 | Vrouwen |
| Rang    | Team                                    |         |
| ------- | --------------------------------------- | ------- |
| 1       | Duda Lisboa / Ana Patrícia Ramos        |         |
| 2       | Andressa Cavalcanti / Vitória Rodrigues |         |
| 3       | Bárbara Seixas / Carol Solberg          |         |
| 4       | Taiana Lima / Hegeile Almeida           |         |
| 5       | Maria Antonelli / Fernanda Alves        |         |
| 5       | Taru Lahti / Niina Ahtiainen            |         |
| 5       | Miki Ishii / Sayaka Mizoe               |         |
| 5       | Terese Cannon / Sarah Sponcil           |         |

### Torquay Challenge
Van 23 tot en met 27 november 2022
| Mannen | Mannen                             | Mannen |
| Rang   | Team                               |        |
| ------ | ---------------------------------- | ------ |
| 1      | Daniele Lupo / Enrico Rossi        |        |
| 2      | Adrian Carambula / Alex Ranghieri  |        |
| 3      | Christopher McHugh / Paul Burnett  |        |
| 4      | João Pedrosa / Hugo Campos         |        |
| 5      | Mark Nicolaidis / Izac Carracher   |        |
| 5      | Zachery Schubert / Thomas Hodges   |        |
| 5      | Youssef Krou / Arnaud Gauthier-Rat |        |
| 5      | Quentin Métral / Yves Haussener    |        |

| Vrouwen | Vrouwen                            | Vrouwen |
| Rang    | Team                               |         |
| ------- | ---------------------------------- | ------- |
| 1       | Sara Hughes / Kelly Cheng          |         |
| 2       | Yuan Lvwen / Dong Jie              |         |
| 3       | Xia Xinyi / Lin Meimei             |         |
| 4       | Emily Stockman / Megan Kraft       |         |
| 5       | Georgia Johnson / Jasmine Fleming  |         |
| 5       | Zeng Jinjin / Wang Xinxin          |         |
| 5       | Zhu Lingdi / Wang Fan              |         |
| 5       | Helena Havelková / Markéta Sluková |         |

### Elite16 Torquay
Van 29 november tot en met 3 december 2022
| Mannen | Mannen                             | Mannen |
| Rang   | Team                               |        |
| ------ | ---------------------------------- | ------ |
| 1      | Youssef Krou / Arnaud Gauthier-Rat |        |
| 2      | Zachery Schubert / Thomas Hodges   |        |
| 3      | Adrian Carambula / Alex Ranghieri  |        |
| 4      | Paul Lotman / Miles Evans          |        |
| 5      | Christopher McHugh / Paul Burnett  |        |
| 5      | Calvin Aye / Quincy Aye            |        |
| 5      | Daniele Lupo / Enrico Rossi        |        |
| 5      | Mathias Berntsen / Hendrik Mol     |        |

| Vrouwen | Vrouwen                                    | Vrouwen |
| Rang    | Team                                       |         |
| ------- | ------------------------------------------ | ------- |
| 1       | Sara Hughes / Kelly Cheng                  |         |
| 2       | Betsi Flint / Julia Scoles                 |         |
| 3       | Mariafe Artacho / Taliqua Clancy           |         |
| 4       | Taryn Kloth / Kristen Nuss                 |         |
| 5       | Xia Xinyi / Lin Meimei                     |         |
| 5       | Jagoda Gruszczyńska / Aleksandra Wachowicz |         |
| 5       | Tjaša Kotnik / Tajda Lovsin                |         |
| 5       | Worapeerachayakorn / Naraphornrapat        |         |

### Finals Doha
Van 26 tot en met 29 januari 2023
| Mannen | Mannen                              | Mannen |
| Rang   | Team                                |        |
| ------ | ----------------------------------- | ------ |
| 1      | Anders Mol / Christian Sørum        |        |
| 2      | Michał Bryl / Bartosz Łosiak        |        |
| 3      | Paolo Nicolai / Samuele Cottafava   |        |
| 4      | Alexander Brouwer / Robert Meeuwsen |        |
| 5      | André Loyola / George Wanderley     |        |
| 5      | Adrian Carambula / Alex Ranghieri   |        |
| 7      | Ondřej Perušič / David Schweiner    |        |
| 7      | Cherif Younousse / Ahmed Tijan      |        |

| Vrouwen | Vrouwen                               | Vrouwen |
| Rang    | Team                                  |         |
| ------- | ------------------------------------- | ------- |
| 1       | Sara Hughes / Kelly Cheng             |         |
| 2       | Duda Lisboa / Ana Patrícia Ramos      |         |
| 3       | Katja Stam / Raïsa Schoon             |         |
| 4       | Mariafe Artacho / Taliqua Clancy      |         |
| 5       | Nina Brunner / Tanja Hüberli          |         |
| 5       | Taryn Kloth / Kristen Nuss            |         |
| 7       | Bárbara Seixas / Carol Solberg        |         |
| 7       | Tina Graudina / Anastasija Kravčenoka |         |